# Budynek Komendy Wojewódzkiej Policji we Wrocławiu
Budynek Komendy Wojewódzkiej Policji – zabytkowy budynek, znajdujący się przy ulicy Podwale 31-33 we Wrocławiu.

## Historia budynku

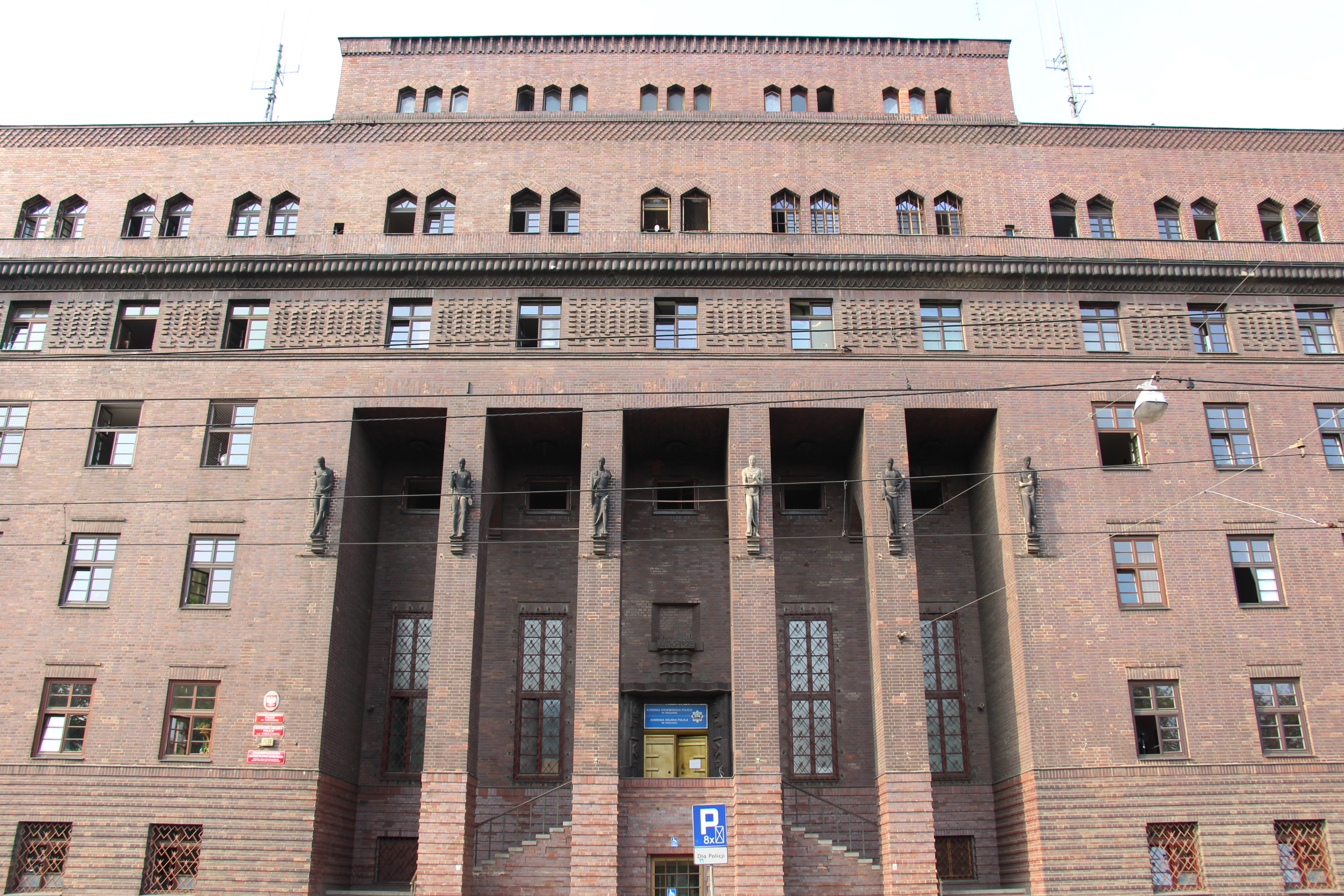
Fasad północna z widocznymi filarami i rzeźbami postaci ludzkich

Pierwsza siedziba Prezydium Policji, powstałej w 1809 roku, znajdowała się przy obecnej ulicy Biskupiej. W latach 1811–1928 Prezydium zajmowało budynek przy ulicy Szewskiej 49 w pałacu Piastów legnicko-brzeskich. W drugiej dekadzie XX wieku w Prezydium Policji zatrudnionych było 2209 pracowników, którzy prócz siedziby głównej zajmowali dodatkowe dziesięć budynków na terenie miasta Wrocławia. Z tego powodu zapadła decyzja wybudowania nowej, większej siedziby. Przed 1914 rokiem władze Prezydium zakupiło teren dawnego ogrodu Eichborna, na końcu którego, przy ulicy ul. Kościuszki 2-4, do 1907 roku, stała rodzinna willa. Zakupiony teren znajdował się pomiędzy ulicą: Podwale, Łąkową, Druckiego-Lubeckiego i Muzealnej. Lokalizacja była bardzo dogodna, ale teren stanowił poważne wyzwanie dla architektów i budowniczych: na obszarze tym znajdowały się dawne stawy parkowe, a grunt nośny znajdował się na głębokości 11 metrów, oraz pozostałości po dawnych wrocławskich fortyfikacjach.
Pierwszy projekt budynku został sporządzony w 1917 roku. Proponowana budowla miała mieć cztery skrzydła równoległe do osi ulic oraz jedno skrzydle wewnętrzne. Elewacja miała być wykonana w stylu neobarokowym, podobnie jak dekoracje wnętrz. Projekt został odrzucony przez ówczesnego inwestora takich inwestycji – pruskiego Ministerstwa Spraw Wewnętrznych. W 1919 roku Max Berg i Ludwig Moshamer zaproponowali wzniesieniu na tym obszarze jednego z czterech projektowanych przez siebie wieżowców. Budynek zaprojektowano na planie czworokąta z trzema wewnętrznymi dziedzińcami doświetlającymi poszczególne trakty. Bryła złożona była z czterokondygnacyjnych zwartych budynków i jednego dwudziestopięciopiętrowego budynku w kształcie walca umieszczonego od strony Promenady przy ul. Podwale. Projekt nie został przyjęty, ale stanowił wzór dla powstałych w kolejnych latach budynków Miejskiej Kasy Oszczędności w Rynku i Urzędu Poczty przy ul. Krasińskiego.
Realizacja ostatecznego projektu została rozpoczęta w maju 1927 roku; w 1927 zakończono prace przy skrzydle od ulicy Druckiego-Lubeckiego, pod koniec 1928 roku ukończono prace. Otwarcie nowej siedziby miało miejsce 11 stycznia 1929 roku.

## Opis architektoniczny
Do 1925 roku powstały jeszcze dwa projekty nowej siedziby, ale ostatecznie wybrano projekt wrocławskiego architekta Rudolfa Fernholza przy współpracy rządowego mistrza budowlanego Malwitza. Realizację projektu powierzono biurze Pruskiego Zarządu Budownictwa Lądowego. Projekt nowej siedziby wykonano według ścisłych wytycznych odnoszących się do tego typu budowli i ich funkcji; była określona liczba pomieszczeń dla poszczególnych wydziałów policji, ich wielkość w zależności od stanowiska pracującego w nim pracownika, powierzchnia pokoju była określana w zależności od ilości otworów okiennych. W całym budynku miało być 590 okien. Zgodnie z tymi wytycznymi bryła Prezydium złożona była z dwóch trzytraktowych budynków frontowych – od ul. Podwale i od ulicy Druckieg-Lubeckiego – i czterech równoległych do siebie skrzydeł w formie łuków, zewnętrznych od strony ulicy Muzealnej i Łąkowej oraz wewnętrznych. Każde skrzydło było dodatkowo połączone ze sobą łącznikami. W ten sposób powstało pięć wewnętrznych dziedzińców: centralny od strony ulicy Druckiego-Lubeckiego i cztery mniejsze (więzienne, mieszkalne i dwa oświetlające korytarze zachodnich skrzydeł). Elewacja każdego skrzydła miała inny charakter. Cały budynek na wysokości pierwsze kondygnacji otoczony jest cokołem powstałym z (na przemian, co dwie warstwy) nieco wysuniętych i cofniętych cegieł, tworzących w ten sposób cieniujące się poziome pasy. Okna tej kondygnacji są cofnięte i umieszczone w głębokich wnękach. Okna na trzech kolejnych piętrach są umieszczone w licu fasady, a mniejsze okna ostatniej piątej kondygnacji, oddzielone niewielkim gzymsem międzykondygnacyjnym, stanowią część fryzu koronującego budynek.
Najbardziej reprezentatywna była fasada główna, północna, najlepiej widoczna od ulicy Podwale, ale i z reprezentacyjnego „Schloßplatz”, obecnie placu Wolności. Wejście główne stanowił portyk wsparty na czterech ogromnych filarach o wysokości 13,1 metra każdy, na których umieszczono ponadnaturalnej wielkości rzeźby rzymskich wojowników. Autorem rzeźb był Felix Kupsch. Za filarami znajdowały się dwa biegi schodów zewnętrznych prowadzących do głównego portalu ozdobionego terakotowymi reliefami wykonanymi w Ullersdorf, a zaprojektowanych również przez Kupscha. Nad portykiem głównym znajduje się wydatne zębate nadproże. Do holu głównego prowadziły podwójne drzwi z nadświetlem, wykonane z brązu, a po jego obu stronach umieszczono dodatkowe dwa rzędy okien. Pośrodku elewacji umieszczono nadbudówkę w formie attyki, dwustopniowej w części nad portykiem. Narożniki frontowej fasady zostały zaakcentowane poprzez cofnięcie ostatnich osi i umieszczenie w ich miejsce podobnych do tych frontowych pojedynczych filarów opartych na wysuniętej na boki kondygnacji przyziemia. W wysuniętej części partii cokołu przy zbiegu ulic Łąkowej i Podwale w 1929 roku umieszczono rzeźbę z brązu autorstwa Felixa Kupscha.
Elewacja południowa od ulicy Druckiego-Lubeckiego miał długość osiemdziesięciu metrów. Była zaprojektowana skromnie z jedynym akcentem pośrodku: dwukondygnacyjną bramą wjazdową i z bocznymi wejściami. Elewacja zachodnia i wschodnia są wygięte w łuk. Do zachodniej dodano narożny wykusz wsparty na czterech kolumnach z wejściem bocznym do budynku. Elewacje wewnętrzne wokół dziedzińca są w większości gładko otynkowane. Na dziedzińcu więziennym znajdują się dwie płaskorzeźby przedstawiające sceny związane z obowiązkami zawodowymi policjantów.

### Wnętrza budynku
Hol wejściowy, klatki schodowe oraz sale posiedzeń i gabinet prezydenta policji zostały zaprojektowane jako bardzo reprezentacyjne pomieszczenia. Hol i korytarz przed salą posiedzeń utrzymany został w stylu art-deco; ściany, kolumny, pilastry oraz osłony grzejników zostały pokryte jasną, zielono-turkusową szkliwioną ceramiką o formach krystaliczno-pryzmatycznych. Okna wypełniały szyby wykonane z matowego, piaskowego szkła. Ściany na klatkach schodowych były ozdobione ostrokątnymi, geometrycznymi formami i abstrakcyjnymi ornamentami. W sali posiedzeń, na ścianach znajdowały się hebanowe boazerie oraz alegoryczne egipskie freski autorstwa wrocławskiego malarza i witrażysty Ludwiga Petera Kowalskiego (1891–1967). Pozostałe pomieszczenia biurowe były pozbawione ozdób.
Budynek wyposażony był w centralne ogrzewanie, dwie sieci telefoniczne (jedną do komunikacji z posterunkami policji w całym mieście, drugą do komunikacji ogólnej), czujniki przeciwpożarowe oraz windy osobowe dla interesantów i dla komunikacji wewnętrznej. Na dziedzińcu głównym znajdował się duży zegar z cyferblatem o średnicy trzech metrów.

## Po 1945
Budynek podczas działań wojennych 1945 roku nie uległ zniszczeniu. Pełni tę samą funkcję co przed II wojną światową.